# Neumauggen
Neumauggen ist ein Ortsteil der Gemeinde Bockhorn im Landkreis Erding in Oberbayern. 

## Geografie
Der Weiler liegt zwei Kilometer südlich von Bockhorn entfernt.

## Verkehr
Die Staatsstraße 2084 verläuft durch den Ort.

Ortsansicht Neumauggen von Südost